# Любимова Надія Юріївна
Любимова Надія Юріївна (28 грудня 1959) — російська академічна веслувальниця.
Срібна призерка Олімпійських Ігор 1980 року в складі парної четвірки зі стерновою.